# Markinsenis Peak
Der Markinsenis Peak ist ein 1790 m hoher Berg Berg in den Bowers Mountains des ostantarktischen Viktorialands. Er ragt an der Nahtstelle zwischen dem McCann-Gletscher und dem Lillie-Gletscher auf.
Kartografisch erfasst wurde er durch Vermessungsarbeiten des United States Geological Survey und mithilfe von Luftaufnahmen der United States Navy zwischen 1960 und 1964. Das Advisory Committee on Antarctic Names benannte ihn 1970 nach dem Marinefunker Ronald Markinsenis (* 1942), der im Winter 1965 zur Besetzungsmannschaft der Amundsen-Scott-Südpolstation gehört hatte.